# Lukavický kahan

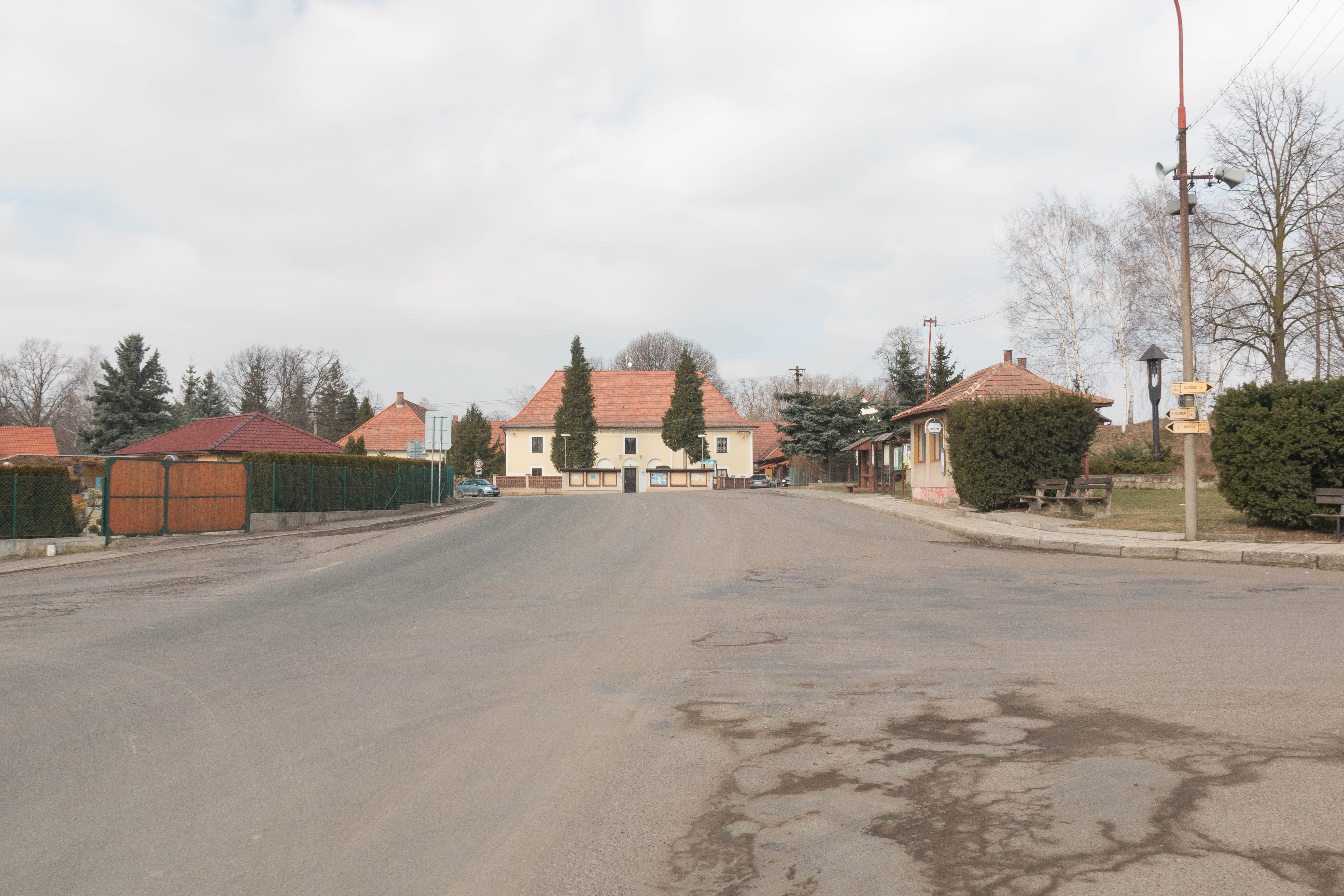
obec Lukavice v Chrudimském okrese

Lukavický kahan je každoročně pořádaný běh v okolí obce Lukavice (okres Chrudim) v Pardubickém kraji.

## Organizace závodu

### Termín konání
Běh každoročne pořádá TJ Sokol Lukavice. První ročník byl odstartován 24. 10. 1987. Závod se koná okolo druhého týdne v září. Délka tratě závisí na kategorii.

### Kategorie
Nejmladší kategorie běží cca 300 m, poté junioři a lidový běh. Poslední kategorie s nejdelší trasou jsou muži a ženy, kteří běží 7 km.
Děti mohou bojovat o medaile pro 1. – 3. místo, případně si mohou vybrat jinou věcnou cenu. Dospělí soutěží o věcné ceny nebo o dárkové poukazy. Celkového vítěze a vítězku v kategorii muži a ženy čeká při předávání cen bonus.